# Ansitz Birkach
Der Ansitz Birkach oder Birken liegt im Ortsteil Birken, im östlichen Teil von Koblach (Vorarlberg) am Südhang des Kummenbergs.

## Geschichte
An dieser Stelle stand ein Wehrbau aus dem 13. Jahrhundert, auf dem der zwischen 1262 und 1294 urkundlich genannte Rudolf II. Wild-Beheim saß. Er war ein Dienstmann von St. Gallen und der Begründer einer Seitenlinie der Ritter Tumb von Neuburg, die Grundherren des damaligen Landhauses waren.
Das heutige Gebäude, damals als „gemauertes Lusthaus“ bezeichnet, wurde um 1579 und vor 1616 durch die Familie Pappus von Tratzberg errichtet, die damals mehrere Stadtammänner von Feldkirch stellte. 1616 befand es sich im Besitz des Hauptmannes Leonhard Pappus.
Noch vor 1685 ging der Ansitz an den Feldkircher Stadtammann Johann Grenzing über. Diese Patrizierfamilie war mit den Pappus verschwägert.
Vor 1715 erbte Franz Josef Zürcher den Besitz und gegen Ende des 18. Jahrhunderts ging der Ansitz in bürgerliche Hände über. Seit 1834 ist das Schlösschen im Besitz der Familie Egle.

## Architektur
Der Ansitz ist ein einfacher zweigeschoßiger Renaissanceansitz mit einem nahezu quadratischen Grundriss und einem Satteldach. Westseitig erfolgte ein neuzeitlicher Anbau. Die Fassaden zeigen hochrechteckige Fenster, die zum Teil durch steinerne oder hölzerne Mittelpfosten geteilt sind.
Die hohe südliche Giebelfront ist im Erdgeschoß durch zwei gekuppelte dreiteilige Reihenfenster mit einem reich profilierten Mittelpfeiler aus dem 17. Jahrhundert und einem Einzelfenster unsymmetrisch.
Über dem Rundbogenportal ist ein Wappenstein der Familie Pappus von Tratzberg vom Beginn des 17. Jahrhunderts. Die unter der Traufe gemalte Jahreszahl 1579 könnte auf die Erbauung hindeuten.
Im Inneren liegen unter der Südfront tonnengewölbte Keller mit gefasten Rundbogenportalen. Durch das stark abfallende Gelände bedingt, liegen sie an der Südseite auf Erdgeschoßhöhe.
In den beiden Wohngeschoßen befinden sich einfachen Leistendecken des 17. Jahrhunderts, eine Stube ist getäfelt. Im Dachgeschoß hat eine Stube Reste ornamentaler Wandmalerei aus dem 17. Jahrhundert.